# Llista d'asteroides/111401–111500
| Nom               | Designació provisional | Data de descobriment | Lloc de descobriment | Descobridor/s                        |
| ----------------- | ---------------------- | -------------------- | -------------------- | ------------------------------------ |
| 111401 -          | 2001 XT175             | 14 de desembre, 2001 | Socorro              | LINEAR                               |
| 111402 -          | 2001 XA176             | 14 de desembre, 2001 | Socorro              | LINEAR                               |
| 111403 -          | 2001 XN176             | 14 de desembre, 2001 | Socorro              | LINEAR                               |
| 111404 -          | 2001 XZ177             | 14 de desembre, 2001 | Socorro              | LINEAR                               |
| 111405 -          | 2001 XC178             | 14 de desembre, 2001 | Socorro              | LINEAR                               |
| 111406 -          | 2001 XB180             | 14 de desembre, 2001 | Socorro              | LINEAR                               |
| 111407 -          | 2001 XC183             | 14 de desembre, 2001 | Socorro              | LINEAR                               |
| 111408 -          | 2001 XS183             | 14 de desembre, 2001 | Socorro              | LINEAR                               |
| 111409 -          | 2001 XZ183             | 14 de desembre, 2001 | Socorro              | LINEAR                               |
| 111410 -          | 2001 XK184             | 14 de desembre, 2001 | Socorro              | LINEAR                               |
| 111411 -          | 2001 XR184             | 14 de desembre, 2001 | Socorro              | LINEAR                               |
| 111412 -          | 2001 XQ187             | 14 de desembre, 2001 | Socorro              | LINEAR                               |
| 111413 -          | 2001 XY187             | 14 de desembre, 2001 | Socorro              | LINEAR                               |
| 111414 -          | 2001 XN189             | 14 de desembre, 2001 | Socorro              | LINEAR                               |
| 111415 -          | 2001 XR190             | 14 de desembre, 2001 | Socorro              | LINEAR                               |
| 111416 -          | 2001 XZ190             | 14 de desembre, 2001 | Socorro              | LINEAR                               |
| 111417 -          | 2001 XS192             | 14 de desembre, 2001 | Socorro              | LINEAR                               |
| 111418 -          | 2001 XY192             | 14 de desembre, 2001 | Socorro              | LINEAR                               |
| 111419 -          | 2001 XA193             | 14 de desembre, 2001 | Socorro              | LINEAR                               |
| 111420 -          | 2001 XK193             | 14 de desembre, 2001 | Socorro              | LINEAR                               |
| 111421 -          | 2001 XD194             | 14 de desembre, 2001 | Socorro              | LINEAR                               |
| 111422 -          | 2001 XM196             | 14 de desembre, 2001 | Socorro              | LINEAR                               |
| 111423 -          | 2001 XU196             | 14 de desembre, 2001 | Socorro              | LINEAR                               |
| 111424 -          | 2001 XX198             | 14 de desembre, 2001 | Socorro              | LINEAR                               |
| 111425 -          | 2001 XJ202             | 11 de desembre, 2001 | Socorro              | LINEAR                               |
| 111426 -          | 2001 XC203             | 11 de desembre, 2001 | Socorro              | LINEAR                               |
| 111427 -          | 2001 XH203             | 11 de desembre, 2001 | Socorro              | LINEAR                               |
| 111428 -          | 2001 XM206             | 11 de desembre, 2001 | Socorro              | LINEAR                               |
| 111429 -          | 2001 XN206             | 11 de desembre, 2001 | Socorro              | LINEAR                               |
| 111430 -          | 2001 XQ207             | 11 de desembre, 2001 | Socorro              | LINEAR                               |
| 111431 -          | 2001 XN208             | 11 de desembre, 2001 | Socorro              | LINEAR                               |
| 111432 -          | 2001 XB209             | 11 de desembre, 2001 | Socorro              | LINEAR                               |
| 111433 -          | 2001 XZ212             | 11 de desembre, 2001 | Socorro              | LINEAR                               |
| 111434 -          | 2001 XQ215             | 14 de desembre, 2001 | Socorro              | LINEAR                               |
| 111435 -          | 2001 XY217             | 15 de desembre, 2001 | Socorro              | LINEAR                               |
| 111436 -          | 2001 XU218             | 15 de desembre, 2001 | Socorro              | LINEAR                               |
| 111437 -          | 2001 XV222             | 15 de desembre, 2001 | Socorro              | LINEAR                               |
| 111438 -          | 2001 XV223             | 15 de desembre, 2001 | Socorro              | LINEAR                               |
| 111439 -          | 2001 XJ227             | 15 de desembre, 2001 | Socorro              | LINEAR                               |
| 111440 -          | 2001 XK231             | 15 de desembre, 2001 | Socorro              | LINEAR                               |
| 111441 -          | 2001 XM232             | 15 de desembre, 2001 | Socorro              | LINEAR                               |
| 111442 -          | 2001 XX233             | 15 de desembre, 2001 | Socorro              | LINEAR                               |
| 111443 -          | 2001 XU235             | 15 de desembre, 2001 | Socorro              | LINEAR                               |
| 111444 -          | 2001 XZ235             | 15 de desembre, 2001 | Socorro              | LINEAR                               |
| 111445 -          | 2001 XJ238             | 15 de desembre, 2001 | Socorro              | LINEAR                               |
| 111446 -          | 2001 XS238             | 15 de desembre, 2001 | Socorro              | LINEAR                               |
| 111447 -          | 2001 XL239             | 15 de desembre, 2001 | Socorro              | LINEAR                               |
| 111448 -          | 2001 XA240             | 15 de desembre, 2001 | Socorro              | LINEAR                               |
| 111449 -          | 2001 XG240             | 15 de desembre, 2001 | Socorro              | LINEAR                               |
| 111450 -          | 2001 XH240             | 15 de desembre, 2001 | Socorro              | LINEAR                               |
| 111451 -          | 2001 XM245             | 15 de desembre, 2001 | Socorro              | LINEAR                               |
| 111452 -          | 2001 XJ246             | 15 de desembre, 2001 | Socorro              | LINEAR                               |
| 111453 -          | 2001 XD248             | 14 de desembre, 2001 | Palomar              | NEAT                                 |
| 111454 -          | 2001 XA250             | 14 de desembre, 2001 | Socorro              | LINEAR                               |
| 111455 -          | 2001 XL252             | 14 de desembre, 2001 | Socorro              | LINEAR                               |
| 111456 -          | 2001 XJ254             | 15 de desembre, 2001 | Socorro              | LINEAR                               |
| 111457 -          | 2001 XJ256             | 7 de desembre, 2001  | Socorro              | LINEAR                               |
| 111458 -          | 2001 XP256             | 7 de desembre, 2001  | Socorro              | LINEAR                               |
| 111459 -          | 2001 XQ256             | 7 de desembre, 2001  | Socorro              | LINEAR                               |
| 111460 -          | 2001 XR258             | 8 de desembre, 2001  | Anderson Mesa        | LONEOS                               |
| 111461 -          | 2001 XN259             | 8 de desembre, 2001  | Socorro              | LINEAR                               |
| 111462 -          | 2001 XR259             | 9 de desembre, 2001  | Anderson Mesa        | LONEOS                               |
| 111463 -          | 2001 XY259             | 9 de desembre, 2001  | Palomar              | NEAT                                 |
| 111464 -          | 2001 XC262             | 12 de desembre, 2001 | Palomar              | NEAT                                 |
| 111465 -          | 2001 XO263             | 14 de desembre, 2001 | Anderson Mesa        | LONEOS                               |
| 111466 -          | 2001 YF2               | 18 de desembre, 2001 | Needville            | Needville                            |
| 111467 -          | 2001 YQ2               | 19 de desembre, 2001 | Fountain Hills       | C. W. Juels, P. R. Holvorcem         |
| 111468 Alba Regia | 2001 YD5               | 23 de desembre, 2001 | Piszkéstető          | Piszkéstető, K. Sárneczky, G. Fûrész |
| 111469 -          | 2001 YQ6               | 17 de desembre, 2001 | Socorro              | LINEAR                               |
| 111470 -          | 2001 YE8               | 17 de desembre, 2001 | Socorro              | LINEAR                               |
| 111471 -          | 2001 YG8               | 17 de desembre, 2001 | Socorro              | LINEAR                               |
| 111472 -          | 2001 YO9               | 17 de desembre, 2001 | Socorro              | LINEAR                               |
| 111473 -          | 2001 YM10              | 17 de desembre, 2001 | Socorro              | LINEAR                               |
| 111474 -          | 2001 YH12              | 17 de desembre, 2001 | Socorro              | LINEAR                               |
| 111475 -          | 2001 YC14              | 17 de desembre, 2001 | Socorro              | LINEAR                               |
| 111476 -          | 2001 YL16              | 17 de desembre, 2001 | Socorro              | LINEAR                               |
| 111477 -          | 2001 YX16              | 17 de desembre, 2001 | Socorro              | LINEAR                               |
| 111478 -          | 2001 YN18              | 17 de desembre, 2001 | Socorro              | LINEAR                               |
| 111479 -          | 2001 YT21              | 18 de desembre, 2001 | Socorro              | LINEAR                               |
| 111480 -          | 2001 YU24              | 18 de desembre, 2001 | Socorro              | LINEAR                               |
| 111481 -          | 2001 YU27              | 18 de desembre, 2001 | Socorro              | LINEAR                               |
| 111482 -          | 2001 YN37              | 18 de desembre, 2001 | Socorro              | LINEAR                               |
| 111483 -          | 2001 YZ38              | 18 de desembre, 2001 | Socorro              | LINEAR                               |
| 111484 -          | 2001 YD41              | 18 de desembre, 2001 | Socorro              | LINEAR                               |
| 111485 -          | 2001 YF41              | 18 de desembre, 2001 | Socorro              | LINEAR                               |
| 111486 -          | 2001 YY41              | 18 de desembre, 2001 | Socorro              | LINEAR                               |
| 111487 -          | 2001 YV44              | 18 de desembre, 2001 | Socorro              | LINEAR                               |
| 111488 -          | 2001 YT45              | 18 de desembre, 2001 | Socorro              | LINEAR                               |
| 111489 -          | 2001 YH46              | 18 de desembre, 2001 | Socorro              | LINEAR                               |
| 111490 -          | 2001 YO46              | 18 de desembre, 2001 | Socorro              | LINEAR                               |
| 111491 -          | 2001 YZ46              | 18 de desembre, 2001 | Socorro              | LINEAR                               |
| 111492 -          | 2001 YF51              | 18 de desembre, 2001 | Socorro              | LINEAR                               |
| 111493 -          | 2001 YB53              | 18 de desembre, 2001 | Socorro              | LINEAR                               |
| 111494 -          | 2001 YU53              | 18 de desembre, 2001 | Socorro              | LINEAR                               |
| 111495 -          | 2001 YM58              | 18 de desembre, 2001 | Socorro              | LINEAR                               |
| 111496 -          | 2001 YX58              | 18 de desembre, 2001 | Socorro              | LINEAR                               |
| 111497 -          | 2001 YO59              | 18 de desembre, 2001 | Socorro              | LINEAR                               |
| 111498 -          | 2001 YN60              | 18 de desembre, 2001 | Socorro              | LINEAR                               |
| 111499 -          | 2001 YF61              | 18 de desembre, 2001 | Socorro              | LINEAR                               |
| 111500 -          | 2001 YM62              | 18 de desembre, 2001 | Socorro              | LINEAR                               |